# ایزوور (بابوشنیتسا)
ایزوور (به صربی: Izvor) یک منطقهٔ مسکونی در صربستان است که در Opština Babušnica واقع شده‌است. ایزوور ۲۶۳ نفر جمعیت دارد.